# Antiepilèptic
Els antiepilèptics (també conegut com a fàrmacs anticonvulsius) són un grup divers de fàrmacs utilitzats en el tractament de les crisis epilèptiques. Els anticonvulsius també s'utilitzen cada vegada més en el tractament del trastorn bipolar i el trastorn límit de la personalitat, ja que molts semblen actuar com estabilitzadors de l'estat d'ànim, i per al tractament del dolor neuropàtic. Els anticonvulsius suprimeixen l'excitació ràpida i excessiva de les neurones durant les convulsions i prevenen la propagació de la convulsió dins el cervell.
Els antiepilèptics convencionals poden bloquejar els canals de sodi o d'augmentar la funció de l'àcid γ-aminobutíric (GABA). Diversos antiepilèptics tenen mecanismes d'acció múltiples o incerts.
El consum continuat d'antiepilèptics pot arribar a causar una depressió major; estudis n'han relacionat l'ús amb un augment del risc de suïcidi.

## Fàrmacs
A l'estat espanyol hi han comercialitzats:
Alcohols al·lílics aromàticsestiripentol (Diacomit)
Barbitúricsfenobarbital (Luminal)
Benzodiazepinesclonazepam (EFG, Rivotril), diazepam (EFG, Valium), midazolam (EFG, Dormicum) ...

Carboxamidescarbamazepina (EFG, Tegretol), oxcarbazepina (EFG, Trileptal), eslicarbazepina (Zebinix)
Derivats de la fructosatopiramat (EFG, Topamax)
Anàlegs del GABAgabapentina (EFG, Neurontin), pregabalina (EFG, Lyrica)
Àcids grassosàcid valproic (EFG, Depakine), vigabatrina (Sabrilex), tiagabina (Gabitril)
Hidantoïnesfenitoïna (EFG, Epanutin)

Pirimidindionesprimidona (Mysoline)
Pirrolidinesbrivaracetam (Briviact), levetiracetam (EFG, Keppra)
Succinimidesetosuximida (Etosuximida, Zarontin),
Sulfonamideszonisamida (EFG, Zonegran)
Triazineslamotrigina (EFG, Lamictal)

Altresperampanel (Fycompa)
Com a planta amb propietats anticonvulsives cal destacar el càlam.